# Odisea (reality show argentino)
Odisea fue un reality show emitido por la cadena de televisión argentina Telefe y contó con 3 temporadas. El programa fue producido y presentado por Marley.

## Sinopsis del programa
Cada uno de los programas contará con la participación de 4 de los 48 concursantes totales. 24 horas de supervivencia, dormir a la intemperie, sobrevivir a la selva y degustar arañas o insectos como desayuno, comida y cena, son sólo algunas de las pruebas que deberán superar los participantes para ir consiguiendo poco a poco las siete piezas entre las que se encuentra dividido el escarabajo dorado, que da nombre al concurso y que se remonta al insecto representante de la inmortalidad en la mitología egipcia como recompensa, sustituida esta vez por un 4x4 para el ganador y una moto para el subcampeón.
Las piezas no obtenidas por medio de las pruebas, se esconderán en un laberinto que dará por concluido el programa tras el hallazgo de las piezas que falten y la posterior composición del insecto. El que antes lo haga, será el equipo ganador, que en el último programa deberá enfrentarse al Tótem de la Cascada del Sol que determinará si pasan o no a la final.
Como ya hemos comentado, para esta aventura de supervivencia, se ha contado con 48 rostros famosos que a una media de dos equipos de dos participantes cada uno, un total de cuatro concursantes por programa, se enfrentarán a diversas pruebas.
Para la tercera y última temporada se cambió la dinámica del programa, ya que consisitió en convocar a 60 famosos con el fin de dividirlos, en un primer programa, en dos equipos de 5 participantes. De esta contienda quedan clasificados 8 participantes que, en un segundo programa, se van eliminando de a uno hasta quedar dos participantes que pasan a la gran final, la cual van a conformar un total de 12 finalistas en cuya instancia competirán individualmente hasta que se corone un solo ganador. En esta edición se decidió también cambiar la locación de Costa Rica por Argentina, donde los desafíos tuvieron lugar en El Calafate (Santa Cruz), la Quebrada de Humahuaca (Jujuy), las Cataratas del Iguazú (Misiones) y Las Leñas (Mendoza).

## Temporadas

### Odisea, en busca del escarabajo dorado (2004)
La primera temporada se estrenó el 20 de junio de 2004 y finalizó el 23 de septiembre del mismo año con un total de 13 episodios.
|                       |                                         | Dato | Equipo         | Resultado |
| --------------------- | --------------------------------------- | ---- | -------------- | --------- |
| Florencia de la V     | Actriz de Los Roldán                    | Rojo | Ganadores      |           |
| Facundo Espinosa      | Actor                                   | Rojo | Ganadores      |           |
| Georgina Barbarossa   | Actriz                                  | Rojo | 2.º lugar      |           |
| Pablo Tamagnini       | Concursante de OT 1                     | Rojo | 2.º lugar      |           |
| José María Listorti   | Humorista de Videomatch                 | Rojo | 3.º lugar      |           |
| Luciana Salazar       | Integrante de Videomatch                | Rojo | 3.º lugar      |           |
| Jorge Guinzburg       | Humorista                               |      |                |           |
| Miguel Ángel Cherutti | Humorista                               |      |                |           |
| Carolina Papaleo      | Actriz de Los Roldán                    |      |                |           |
| Maru Botana           | Conductora de Planeta Disney            |      |                |           |
| Paula Colombini       | Modelo                                  |      |                |           |
| Panam                 | Animadora infantil                      |      |                |           |
| Susana Roccasalvo     | Conductora                              |      |                |           |
| Turco Naim            | Humorista de Videomatch                 |      |                |           |
| Federica Pais         | Conductora                              |      |                |           |
| Beatriz Salomón       | Ex-vedette                              |      |                |           |
| La Mona Jiménez       | Cantante                                |      |                |           |
| Fabián Gianola        | Actor                                   |      |                |           |
| Karina Jelinek        | Integrante de No hay 2 sin 3            | Azul |                |           |
| Marcos Di Palma       | Piloto de automovilismo                 | Azul |                |           |
| Betina O'Connell      | Actriz                                  |      |                |           |
| Jorge Ibañez          | Diseñador                               |      |                |           |
| Jorge Corona          | Actor                                   |      |                |           |
| Jimena Cyrulnik       | Conductora de Versus                    |      |                |           |
| Sebastián Almada      | Humorista de Videomatch                 |      |                |           |
| Humberto Tortonese    | Humorista                               | Azul |                |           |
| Diego Garibotti       | Ex-concursante de Expedición Robinson 1 | Azul |                |           |
| Nazarena Vélez        | Vedette                                 | Rojo | 4.º eliminados |           |
| Mariano Iúdica        | Humorista                               | Rojo | 4.º eliminados |           |
| Christian Sancho      | Modelo                                  | Azul | 2.º eliminados |           |
| María Eugenia Ritó    | Vedette                                 | Azul | 2.º eliminados |           |
| Luciano Castro        | Actor                                   | Azul | 1.º eliminados |           |
| Jimena Barón          | Actriz                                  | Azul | 1.º eliminados |           |

En producción (quien aporte datos serie genial)

### Odisea, en busca del tesoro perdido (2005)
La segunda temporada inició el domingo 3 de julio de 2005 y culminó el 6 de noviembre del mismo año.
|                            |                                         | Dato | Equipo    | Resultado |
| -------------------------- | --------------------------------------- | ---- | --------- | --------- |
| Nicolás Vázquez            | Actor                                   |      | Ganador   |           |
| Luisana Lopilato           | Actriz                                  |      | 2.º lugar |           |
| Darío Lopilato             | Actor                                   |      |           |           |
| Gianella Neyra             | Actriz                                  |      |           |           |
| Ginette Reynal             | Modelo                                  |      |           |           |
| Victoria Onetto            | Actriz                                  |      |           |           |
| Jorge Ibáñez               | Diseñador de modas                      |      |           |           |
| Federico Maldonado         | Concursante de OT 2                     |      |           |           |
| Lucas Boschiero            | Concursante de OT 2                     |      |           |           |
| Anamá Ferreyra             | Diseñadora, modelo, actriz y conductora |      |           |           |
| Florencia Peña             | Actriz                                  |      |           |           |
| Marcelo de Bellis          | Actor                                   |      |           |           |
| José García                | Ganador de OT 2                         |      |           |           |
| Marcelo Cosentino          | Actor                                   |      |           |           |
| Silvina Luna               | Ex-concrusante de GH 2                  |      |           |           |
| Alejandra Pradón           | Vedette                                 |      |           |           |
| Gustavo Conti              | Ex-concrusante de GH 2                  |      |           |           |
| Sofía Gala                 | Hija de Moria Casán                     |      |           |           |
| Daniel Agostini            | Cantante                                | Azul |           |           |
| Daisy May Queen            | Locutora de radio                       | Azul |           |           |
| Rodrigo "La Hiena" Barrios | Boxeador                                | Rojo |           |           |
| Silvia Süller              | Ex-vedette                              | Rojo |           |           |
| Mariano Peluffo            | Conductor                               |      |           |           |
| María Eugenia Molinari     | Actriz                                  |      |           |           |
| Leonardo Montero           | Conductor                               |      |           |           |
| Virginia Elizalde          | Exmodelo                                |      |           |           |
| Catalina Walther           | Hija de Virginia Elizalde               |      |           |           |
| Gladys, la Bomba Tucumana  | Cantante                                | Rojo |           |           |
| Iliana Calabró             | Vedette                                 | Azul |           |           |

### Odisea, aventura Argentina (2007)
La tercera temporada comenzó el miércoles 21 de marzo de 2007 y finalizó el 27 de septiembre del mismo año.
|                            |                                       | Dato | Equipo        | Resultado |
| -------------------------- | ------------------------------------- | ---- | ------------- | --------- |
| Jorge Ibáñez               | Diseñador de modas                    | Rojo | Ganador       |           |
| Wanda Nara                 | Mediática                             | Azul | 2.º lugar     |           |
| Rodrigo Noya               | Actor                                 |      | 3.º lugar     |           |
| Georgina Barbarrosa        | Actriz                                | Rojo | 4.º lugar     |           |
| Damián Fortunato           | Concursante de GH 4                   | Rojo | 5.º lugar     |           |
| Leandro Maldonado          | Concursante de GH 4                   | Rojo | 1.º abandono  |           |
| Luisana Lopilato           | Actriz                                | Rojo | 2.º abandono  |           |
| Darío Lopilato             | Actor                                 | Rojo |               |           |
| Pachu Peña                 | Humorista                             | Rojo |               |           |
| Mirta Wons                 | Actriz                                | Rojo |               |           |
| Juana Repetto              | Hija de Nicolás Repetto y Reina Reech | Azul |               |           |
| Emiliano Rella             | Actor                                 | Azul |               |           |
| Mariana Otero              | Panelista de Acoso textual            | Azul |               |           |
| Roxana Zarecki             | Modelo                                | Azul |               |           |
| Alejandra Pradón           | Vedette                               | Azul |               |           |
| Lía Salgado                | Conductora                            |      |               |           |
| Juan Carlos Velázquez      | Integrante de Duro de domar           |      |               |           |
| Ginette Reynal             | Modelo                                |      |               |           |
| Analía Maiorana            | Modelo                                |      |               |           |
| Pablo Espósito             | Concursante de GH 4                   |      |               |           |
| Agustín Belforte           | Concursante de GH 4                   |      |               |           |
| Leonardo Tusam             | Hipnotizador                          |      |               |           |
| Pablo Tamagnini            | Cantante                              |      |               |           |
| Sebastián Fillol           | Hijo de Ubaldo Fillol                 |      |               |           |
| Anamá Ferreyra             | Empresaria                            | Rojo |               |           |
| Evangelina Carrozzo        | Bailarina                             | Rojo |               |           |
| Melisa Durán               | Concursante de GH 4                   | Rojo |               |           |
| Diego Díaz                 | Exfutbolista                          | Rojo |               |           |
| José María Listorti        | Humorista                             | Azul |               |           |
| Santiago del Moro          | Conductor                             | Azul |               |           |
| Dalma Maradona             | Hija de Diego Maradona                | Azul |               |           |
| Nazarena Vélez             | Vedette                               | Rojo |               |           |
| Sabrina Rojas              | Modelo                                | Rojo |               |           |
| Aldo Osorio                | Exfutbolista                          | Rojo |               |           |
| Silvina Scheffler          | Concursante de GH 4                   | Rojo |               |           |
| Celina Rucci               | Vedette                               | Rojo |               |           |
| La Tota Santillán          | Conductor                             | Azul |               |           |
| Fernanda Vives             | Vedette                               | Azul |               |           |
| Santiago Almeyda           | Ex-concursante de GH 1                | Azul |               |           |
| Cinthia Fernández          | Vedette                               | Azul |               |           |
| Rodrigo "La Hiena" Barrios | Boxeador                              | Azul |               |           |
| Beatriz Salomón            | Ex-vedette                            | Rojo |               |           |
| Nino Dolce                 | Chef de Playboy TV                    | Rojo |               |           |
| La Masa                    | Luchador de 100% Lucha                | Rojo |               |           |
| Vanina Gramuglia           | Concursante de GH 4                   | Rojo |               |           |
| Vicente Viloni             | Luchador de 100% Lucha                | Azul |               |           |
| Adriana Brodsky            | Ex-vedette                            | Azul |               |           |
| Ethel Brero                | Exmodelo                              | Rojo |               |           |
| Gustavo Conti              | Actor                                 | Rojo |               |           |
| Mora Furtado               | Exmodelo                              | Rojo |               |           |
| Nadia Epstein              | Concursante de GH 4                   | Rojo |               |           |
| Marixa Balli               | Bailarina                             | Azul |               |           |
| Analía Franchín            | Periodista                            | Azul |               |           |
| Guido Süller               | Mediático                             | Azul |               |           |
| Chichilo Viale             | Humorista                             | Azul |               |           |
| Rodrigo Rodríguez          | Humorista                             | Azul |               |           |
| Silvina Luna               | Modelo                                | Azul | 2.º eliminada |           |
| Claudia Ciardone           | Concursante de GH 4                   | Azul | 1.º eliminada |           |